# Cavaria con Premezzo
Cavaria con Premezzo (lombardul: Cavaria con Premezz) település Olaszországban, Varese megyében. Lakosainak száma 5643 fő (2023. január 1.). Cavaria con Premezzo Besnate, Cassano Magnago, Gallarate, Jerago con Orago és Oggiona con Santo Stefano községekkel határos.

## Népesség
A település népességének változása:
| Lakosok száma | 5811 | 5834 | 5643 |
|               | 2017 | 2018 | 2023 |